# صفحه‌نمایش جلو-سری

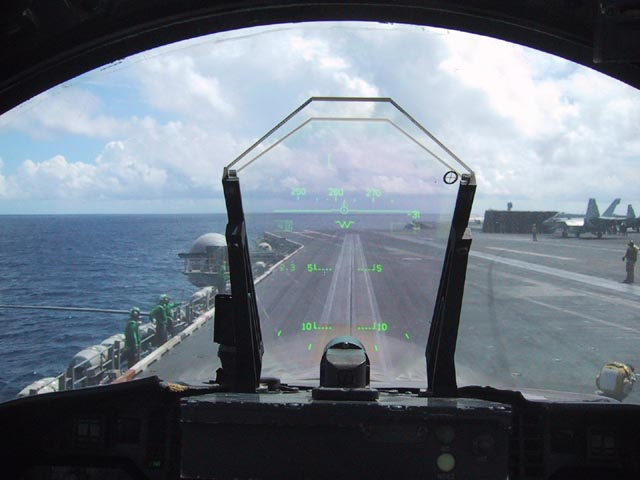
نمایشگر سربالای اف-۱۸هورنت

نمایشگر روبرویی (به انگلیسی: Head-up display) یا هاد نمایشگری فرانما است که اطلاعات را در جلو دید و منظر بیننده، بدون اینکه بیننده مجبور باشد جایی دیگر را بنگرد، نمایش می‌دهد. نمایشگرهای جلو-سری در آغاز برای هواپیماهای نظامی طراحی شده بودند، ولی هم‌اکنون در هواپیماهای تجاری،تانک و وسایل دیگر از جمله خودروها نیز استفاده می‌شوند.